# Chalaure
Der Chalaure ist ein Fluss in Frankreich, der in der Region Nouvelle-Aquitaine verläuft. Er entspringt beim Weiler La Livardie, im Gemeindegebiet von Saint-Aulaye, entwässert generell in südwestlicher Richtung durch ein dünn besiedeltes Gebiet und mündet nach rund 20 Kilometern im Ortsgebiet von Les Églisottes (Gemeinde Les Églisottes-et-Chalaures) als linker Nebenfluss in die Dronne. Auf seinem Weg durchquert er die Départements Dordogne und Gironde und stößt bei seiner Mündung auf der gegenüber liegenden Flussseite auf das benachbarte Département Charente-Maritime.

## Orte am Fluss
(in Fließreihenfolge)
- La Livardie, Gemeinde Saint-Aulaye
- Les Églisottes, Gemeinde Les Églisottes-et-Chalaures

## Sehenswürdigkeiten
- Das Tal der Rizonne gehört zum Natura 2000-Schutzgebiet Vallées de la Double, das unter der Nummer FR7200671 registriert ist.